# Lliga de Solitaris Nacionalistes

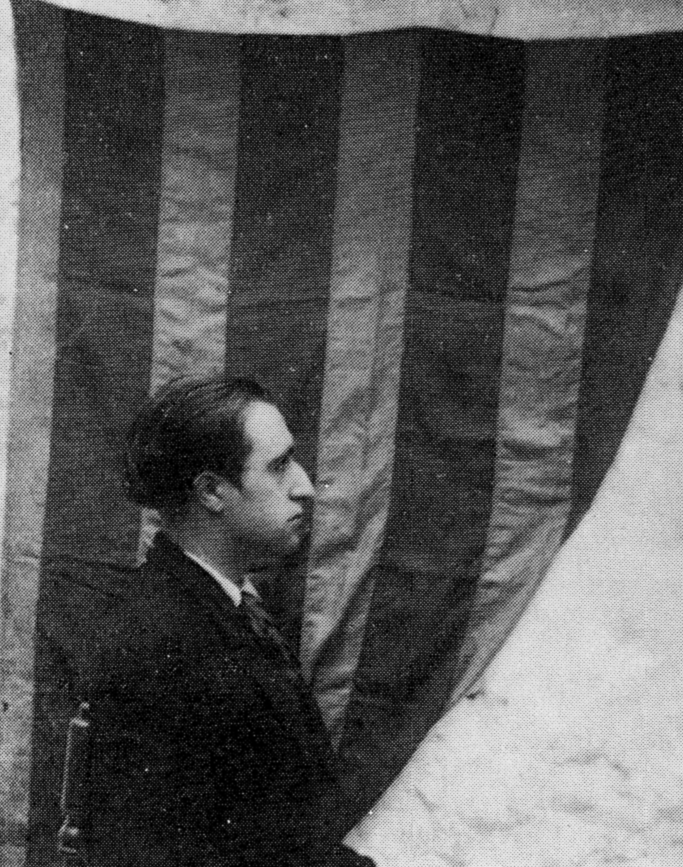
Vicent Tomàs i Martí, fundador de la Lliga de Solitaris Nacionalistes.

La Lliga de Solitaris Nacionalistes (Liga de Solitarios Nacionalistas) fue una organización valencianista fundada en 1919 por iniciativa del estudiante de medicina Vicent Tomàs i Martí. Tenía como objetivo principal la difusión del valencianismo en el ámbito rural, y se extendió especialmente por las comarcas de Castellón. La Lliga realizó una importante labor hasta que el triunfo del golpe de Estado de septiembre de 1923 que dio paso a la Dictadura de Primo de Rivera puso fin a las actividades valencianistas. Su promotor Tomàs i Martí moriría al año siguiente, cuando hacía poco que se había licenciado en Medicina.
Según el historiador Alfons Cucó, la Lliga fue «un primer paso en el camino de arrebatarle a la ciudad el monopolio de un pensamiento que, según Tomàs i Martí y sus seguidores, comenzaba a enquistarse a riesgo de perder su "primitiva firmeza ideológica"».

## Historia
Vicent Tomàs i Martí, un estudiante de medicina nacido en Artana (comarca de la Plana Baixa) y que había residido cierto tiempo en Barcelona donde había frecuentado los círculos literarios de Pompeu Gener, escribió en agosto de 1919 un artículo en La Correspondencia de Valencia, órgano de la Unió Valencianista Regional, titulado «El cansancio» en el que describía la situación de desánimo que estaba viviendo en aquellos momentos el movimiento nacionalista valenciano. «Caminar por un sendero espinoso, siempre adelante, como el judío legendario que vaga maldito y no sabe nunca cuando aparecerá su meta, si está cercana o remota, si la veremos al siguiente amanecer o nunca en nuestra vida mortal, parece desesperante. Y esto pasa en el nacionalismo valenciano».
Para acabar con ese «cansancio» Tomàs i Martí, a quien el historiador Alfons Cucó considera «uno de los personajes más conscientes y activos de estos años» y el también historiador Vicent Baydal como «el joven apóstol del valencianismo que quiso sacudir el campo valenciano», fundó la Lliga de Solitaris Nacionalistes (denominada inicialmente Lliga Espiritual de Solitaris Nacionalistes del Reialme de València). Era una respuesta a la incapacidad de la ciudad de Valencia de vertebrar y renovar el valencianismo afrontando los múltiples problemas socioeconómicos, políticos y culturales valencianos. «La ciudad vista desde el campo da náuseas», escribió en enero de 1921. En julio de 1918 en el primer artículo que había publicado en La Correspondencia de Valencia ya había escrito: «Que escuchen la buena nueva los abnegados labriegos de nuestras privilegiadas huertas y los austeros de nuestras montañas. Y para esta labor nadie más indicado que los escolares, pues bien por habitar en pueblecitos o tener facilidades de ir a ellos, están en mejor situación para predicar nuestros principios. […] En toda nacionalidad han sido los estudiantes el principal factor de la lucha libertadora». Así, según Cucó, «el esfuerzo de Tomàs i Martí se encaminó a crear una plataforma cívica y política que fuese capaz, en principio, de superar el aislamiento de los medios rurales», ha señalado Cucó. Una valoración que es compartida por Vicent Baydal: el objetivo de Tomàs i Martí fue «unir a todos los valencianistas aislados de las comarcas y fortalecer así el nacionalismo valenciano, que hasta entonces había sido fundamentalmente urbano».
En su iniciativa Tomàs i Martí contó con la colaboración de otro «solitari nacionalista», el maestro de escuela de Benassal (comarca del Alt Maestrat) Carles Salvador, quien sobre los motivos que llevaron a la creación de la Lliga escribió: «Muchos espíritus nacionalistas valencianos quedan sin prestar apoyo a nuestras ideas por estar aislados... Estos solitarios, si son fuertes, perseveran...; si no lo son tanto, desfallecen..., se adormecen sin guardar calor, y alguna que otra vez sienten un valencianismo apático (regionalismo) y un miedo feroz a la absorción catalana».

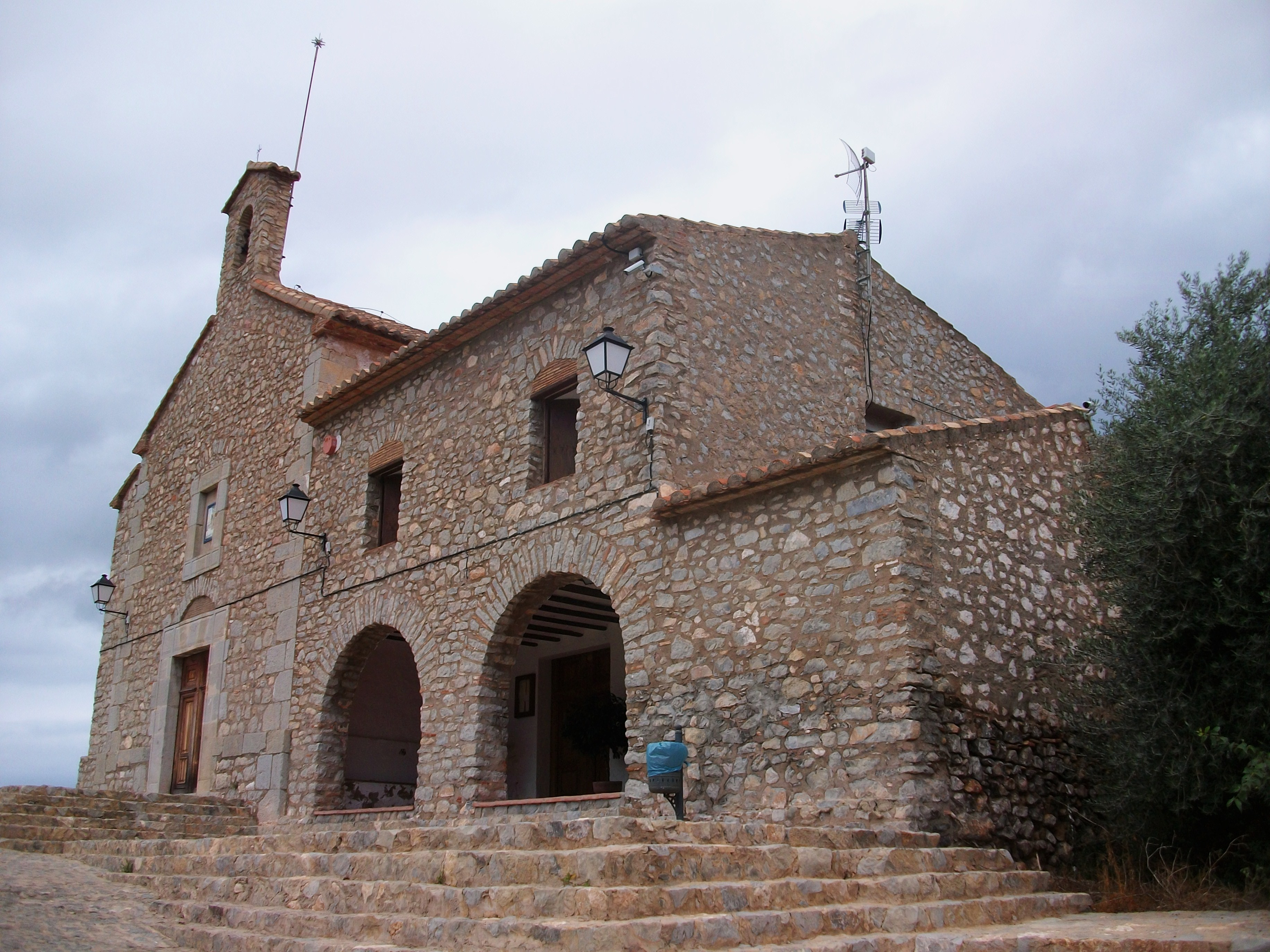
Ermita de Sant Antoni de Betxí donde se celebraron los cuatro Aplecs de Solitaris Nacionalistes (de 1920 a 1923).

Las líneas básicas que guiaron la actividad de la Lliga se concretaron en el II Aplec de Solitaris Nacionalistes celebrado en julio de 1921 en la ermita de Sant Antoni de Betxí (comarca de la Plana Baixa). En primer lugar, se propuso la creación de «oficinas comarcales de propaganda encargadas de formar y clasificar el censo valencianista, que procurarían, además, notas e informaciones de cualquier persona». En segundo lugar, el desarrollo de una campaña de afirmación y de expansión lingüística, en estrecha colaboración con la Associació Protectora de l'Ensenyança Valenciana promovida por Carles Salvador y que había recibido la adhesión de un grupo de maestros, por lo que su centro de acción se situaría en Benassal. Formaba parte de esa campaña «enviar unas solicitudes a los alcaldes de las ciudades valencianas pidiendo subvencionen la enseñanza en valenciano. Y también a los obispos, rogándoles hagan enseñar la doctrina en lengua vernácula y predicar en valenciano».
Y en tercer lugar, dedicar una atención específica a los problemas agrarios, para lo que contarán con la revista mensual «valencianista agraria» El Crit de la Muntanya fundada a principios de 1922.. Desde sus páginas defenderán «una política nueva, la verdadera política del campo, aquella que no tenga más objeto que enaltecer la Agricultura, que es el medio de vida de todos, haciendo que construyan las necesarias vías de comunicación y que rijan justas tarifas para que la exportación fácil dé más valor a los productos; haciendo que [se] extienda la enseñanza agrícola que falta para que salgan muchos labradores del rutinarismo, causa de atraso; haciendo que se instauren créditos agrícolas a bajo rédito que libren a la gente de las manos del usurero. Esta política esparciremos nosotros junto con la divulgación del verdadero sentimiento de Patria valenciana, para que venga un día en que renazca a la vida futura». Esto último fue precisado en un artículo que El Crit de la Muntanya publicó en noviembre de 1922 con el título «La renaixença agrària»: «Una aspiración material solo no es bastante... Reivindicar el precio de las algarrobas, de las naranjas o del arroz, es muy parcial, si no incluye la aspiración a reivindicar la personalidad de Valencia. Mendigar mejoras de un gobierno y no actuar para derrocar este gobierno cuyas injusticias da lugar a que le mendiguen, es bien poco viril».
En el IV Aplec de Betxí celebrado en 1923 se redactó un manifiesto titulado «Als llauradors valencians» ('A los labradores valencianos'), que fue publicado por Pàtria Nova el 18 de agosto de 1923 y en el que se denunciaban los problemas de la agricultura valenciana: escasa inversión estatal; insuficiencia y mal estado de los transportes; falta de una adecuada promoción de la enseñanza de métodos científicos aplicados a la agricultura; falta de créditos agrícolas y de cajas de ahorros rurales; y política arancelaria desfavorable. Por otro lado, este IV Aplec reunió a muy pocos participantes debido especialmente a las desavenencias surgidas con el grupo de Vila-Real.